# Карнате
Карнате (італ. Carnate) — муніципалітет в Італії, у регіоні Ломбардія, провінція Монца і Бріанца.
Карнате розташоване на відстані близько 490 км на північний захід від Рима, 26 км на північний схід від Мілана, 12 км на північний схід від Монци.
Населення — 7348 осіб (2014).
Щорічний фестиваль відбувається in_albis|Domenica in Albis. Покровитель — Cornelio.

## Демографія
Населення за роками:

Станом на 1 січня 2023 року в муніципалітеті офіційно проживало 1212 іноземців з 62 країн, серед них 366 громадян країн Євросоюзу та 31 громадянин України.

## Сусідні муніципалітети
- Бернареджо
- Ломанья
- Ознаго
- Ронко-Бріантіно
- Узмате-Велате
- Вімеркате